# Église Saint-Louis-Marie-Grignion-de-Montfort
L'église Saint-Louis-Marie-Grignion-de-Montfort est un lieu de culte catholique situé dans la commune de Montfort-sur-Meu, dans le département français d'Ille-et-Vilaine en Bretagne.

## Localisation
L’édifice se trouve au centre du bourg de Montfort-sur-Meu. Elle se trouve sur une éminence qui était une ancienne motte féodale.

## Historique
L'église a été construite en 1850, par l'entrepreneur Peschard sur les plans de Charles Langlois et terminée en 1884 par les frères Jules et Henri Mellet (façade principale). Elle est d'inspiration italienne avec un clocher en forme de campanile qui abrite la statue de Louis-Marie Grignion de Montfort.
L'église en totalité est inscrite au titre des monuments historiques par arrêté du 3 mai 2013,.
Philippe Bonnet mentionne que les peintures réalisées sur la voûte du chœur sont de Félix Jobbé-Duval (1821-1889) et qu'elles sont les vestiges d'un décor plus important. Ce qui en reste représente Les Vertus théologales et, dans la travée droite, Dieu le Père adoré par des anges musiciens. Selon Émile Maillard, elles seraient d'Antoine Chalot (né en 1825).

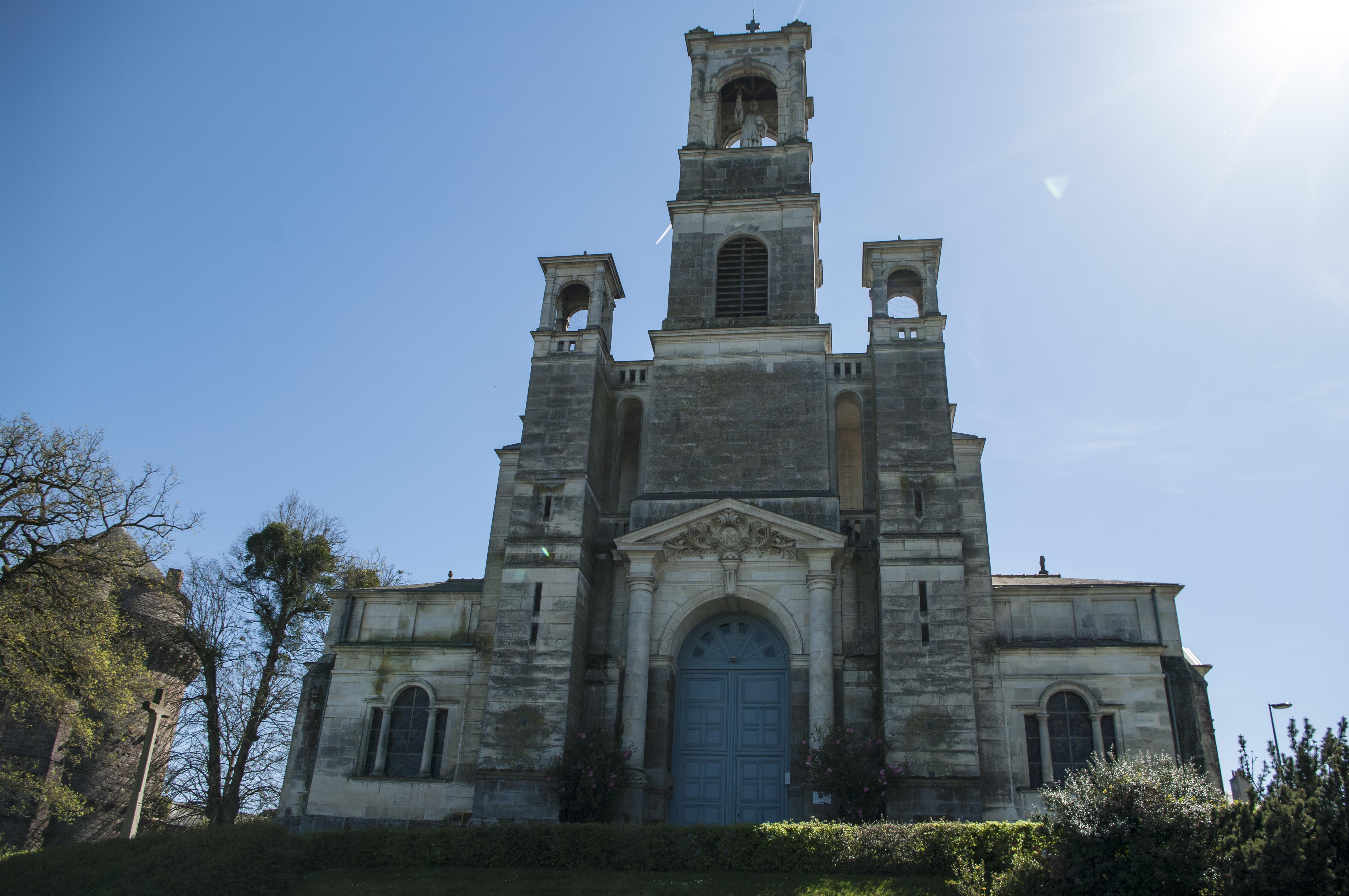
La façade.
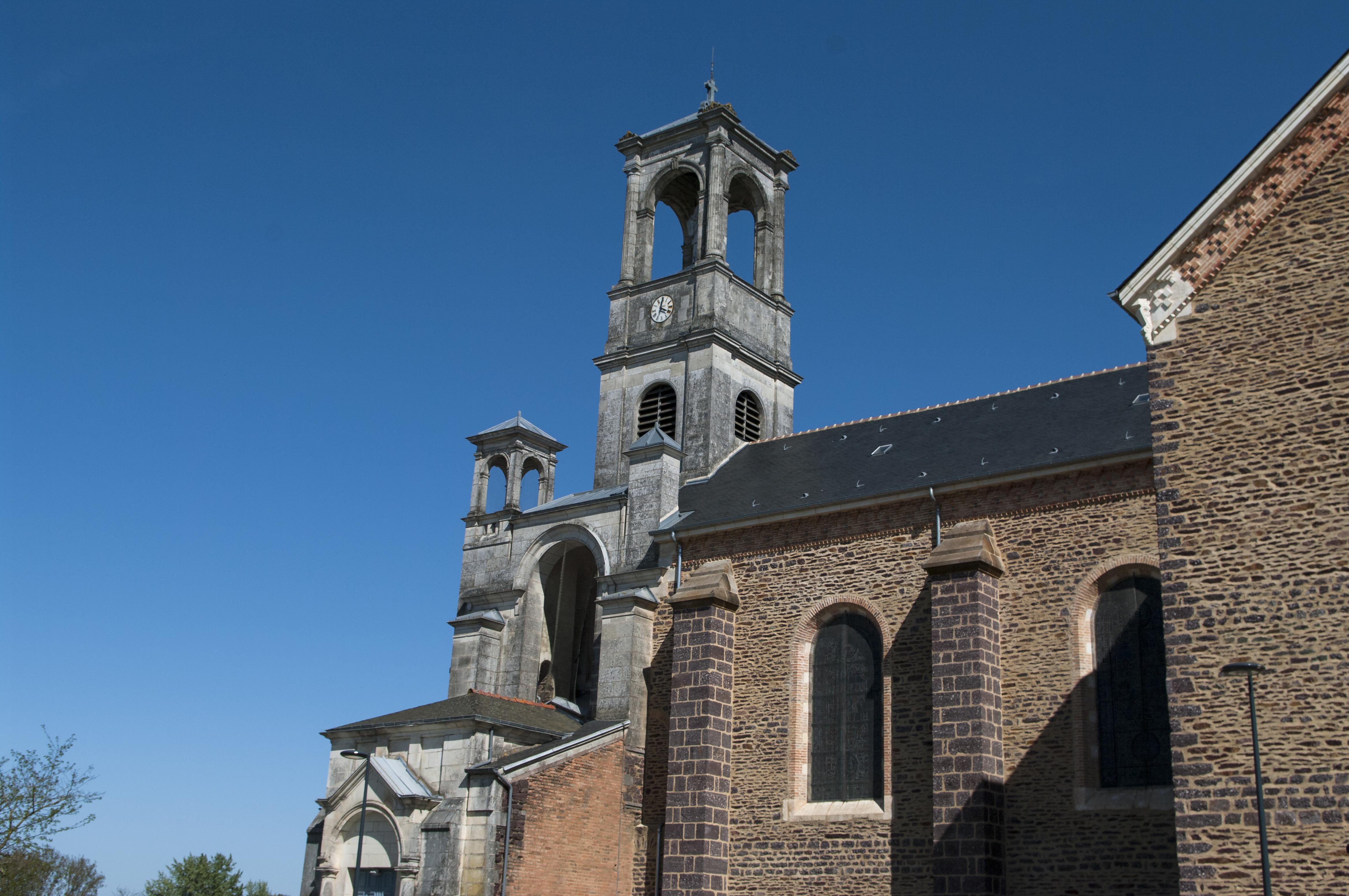
Le clocher.
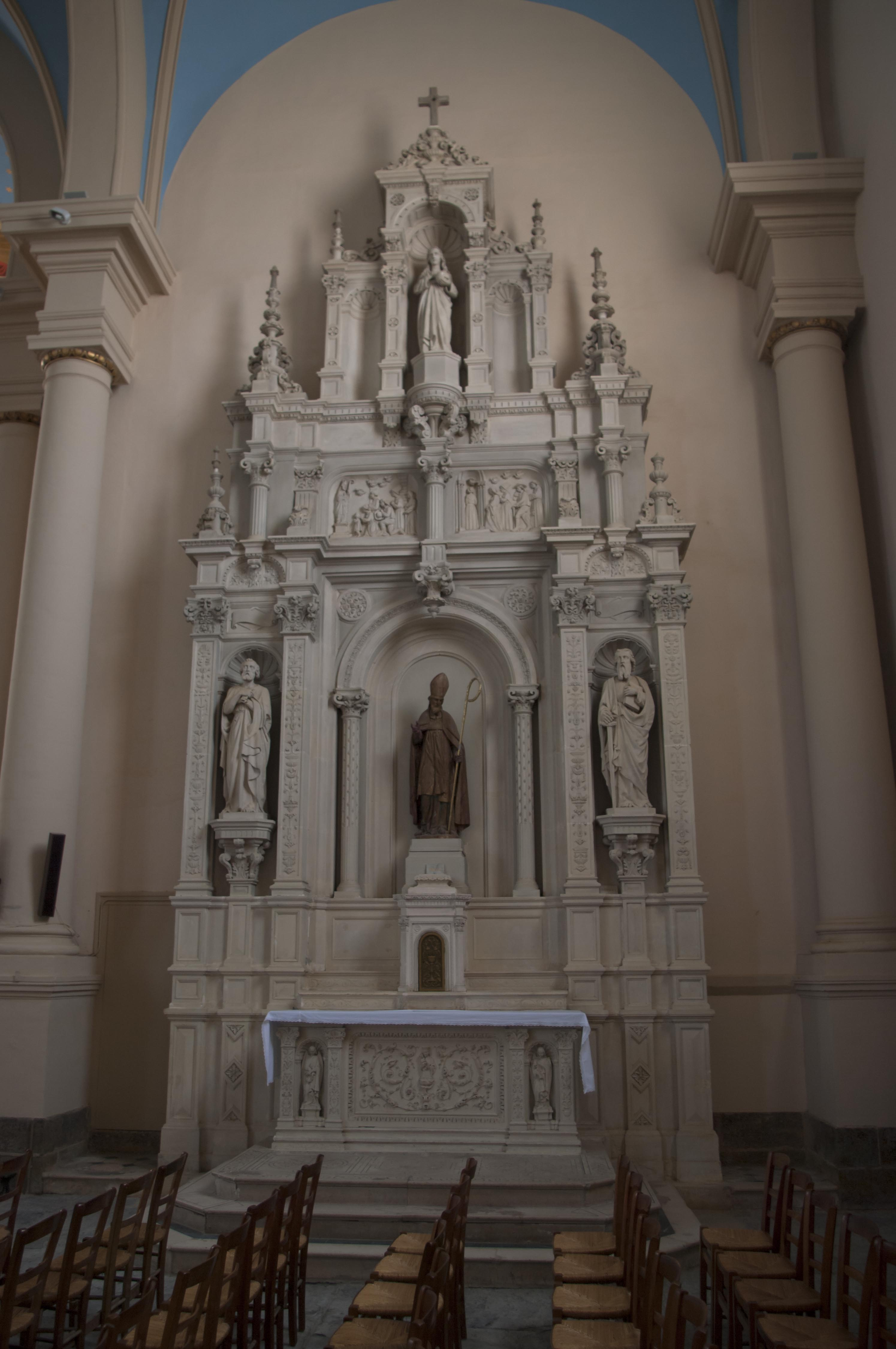
Autel.
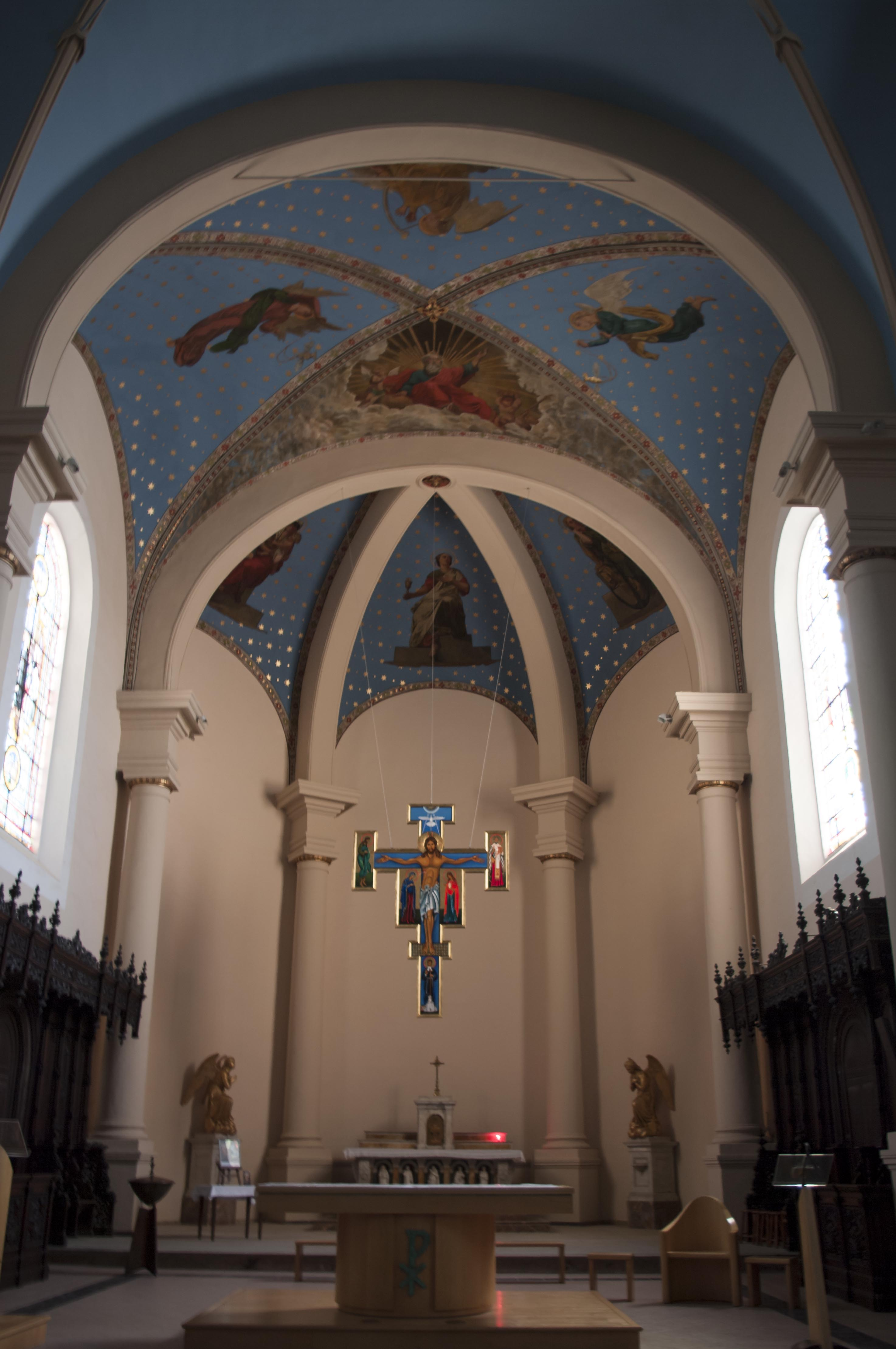
Le chœur.
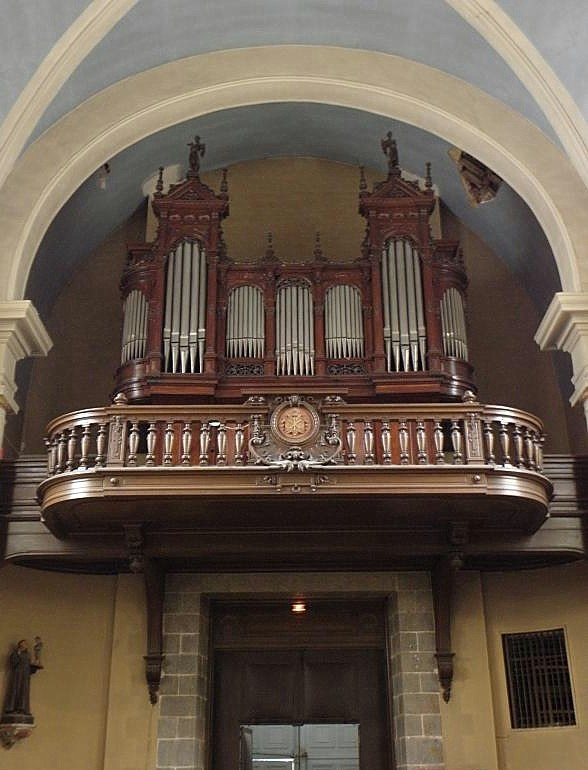
L'orgue.